# Fredeluga coronada
La fredeluga coronada
(Vanellus coronatus) és una espècie d'ocell de la família dels caràdrids (Charadriidae) que habita semideserts, garrigues i estepes de la zona afrotròpica del centre d'Angola, est de la República Democràtica del Congo, Uganda, sud-est del Sudan, Etiòpia i Somàlia, Ruanda, Burundi, Uganda, Kenya, la major part de Tanzània, Zàmbia, Malawi, Moçambic, Zimbàbue, Botswana i Namíbia i Sud-àfrica.